# Структурная изолированная панель
Структурная изолированная панель (или структурно-изолированная панель, сокращенно — СИП) — род сэндвич-панелей.  Structural insulated panel (SIP), правильно:  КОНСТРУКТИВНАЯ ИЗОЛЯЦИОННАЯ ПАНЕЛЬ.

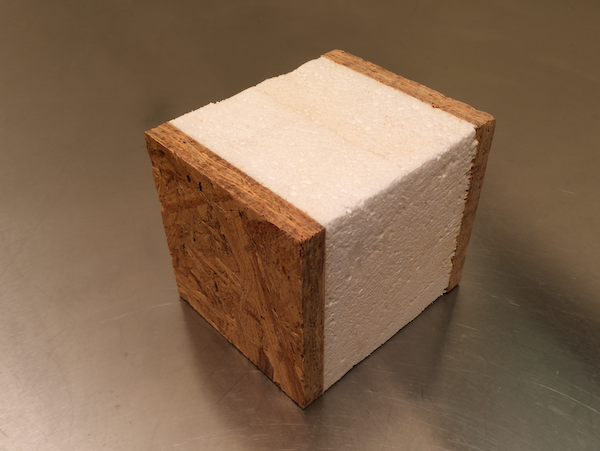
СИП из ОСП и полистирола в разрезе

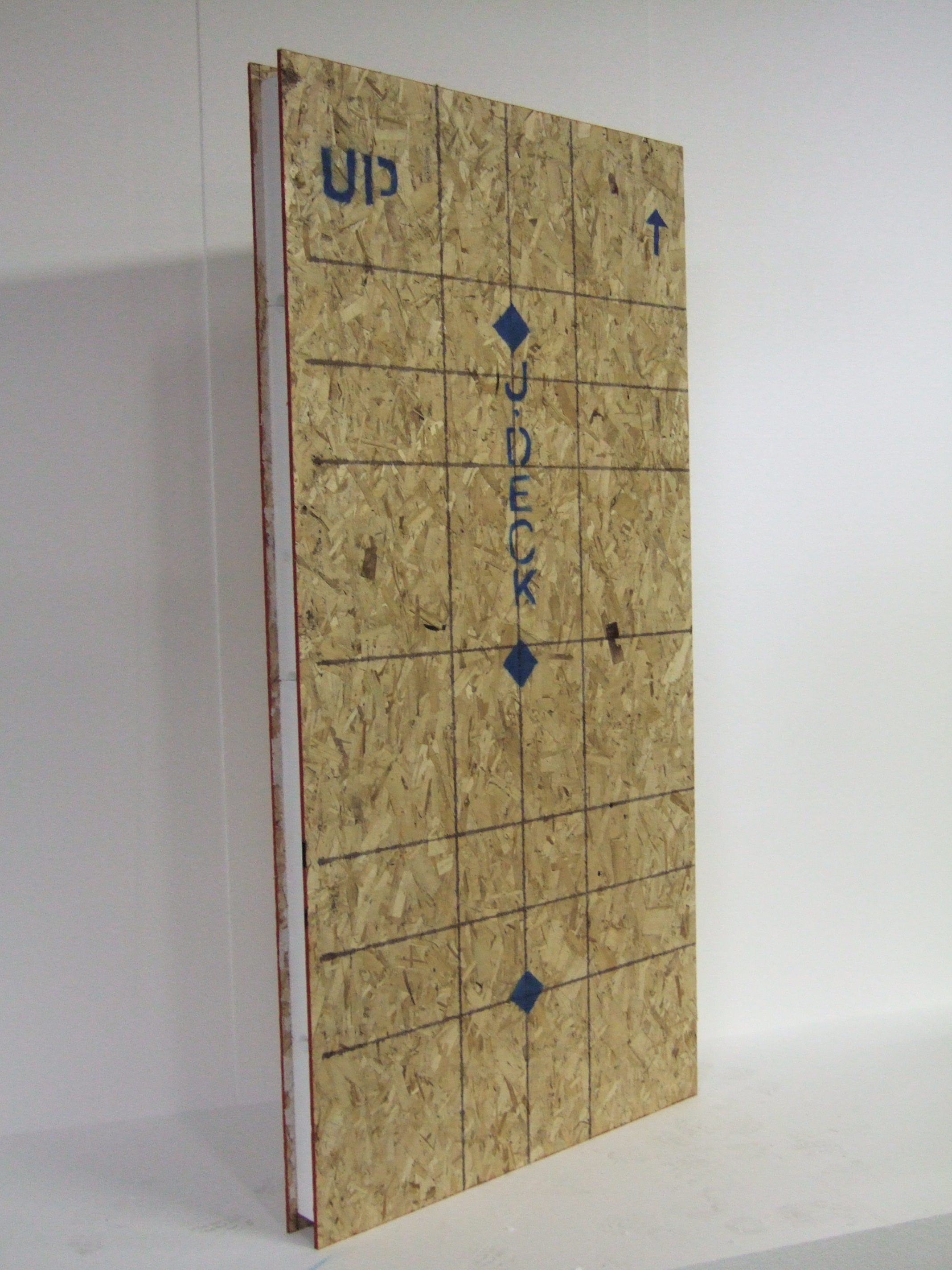
Внешний вид СИП

## Описание
Панель состоит из двух ориентированно-стружечных плит (ОСП или OSB), между которыми под давлением приклеивается слой твердого утеплителя (пенополистирола), либо под давлением закачивается пенополиуретан (PUR).
OSB (ОСП) отличаются от остальных видов строительных плит из древесины тем, что для их изготовления используют не отходы деревообрабатывающего производства, а древесину высокого качества, которую расщепляют до отдельных волокон в заводских условиях. В результате получаются щепки, толщина которых составляет 0,5 см, а длина — около 15 см. Их укладывают слоями в определенной последовательности, чтобы обеспечить высокую прочность.

## Применение
СИП-панели используются как элементы для строительства несущих стен. Применяется в основном в малоэтажном строительстве. СИП-панели — это современный материал для малоэтажного строительства, который отличает высокая механическая прочность и устойчивость к различного рода влияниям внешней среды.
С 1990 года в Форт-Лодердейле, штат Флорида, США, существует специальная некоммерческая организация — «Ассоциация структурных изолированных панелей» (англ. Structural Insulated Panel Association, SIPA), представляющая интересы производителей и поставщиков данной продукции. В России с 2008 года есть аналогичная организация — «Ассоциация домостроительных технологий СИП».

## История развития
В Северной Америке
Технология строительства с использованием СИП-панелей появилась в США в 1940-50-х годах.
В России
Первые линии по производству домокомплектов по технологии СИП (SIP) в Россию в 2003 году поставила компания «EcoPan corporation» (г. Калгари, Канада) (ныне — «SIPSTECH Manufacturing Solutions»). Первым объектом, построенным по технологии СИП (SIP), стал выставочный дом компании «Город мастеров на ВВЦ», открытый в декабре 2003 года.

## Преимущества и недостатки
Преимущества
- экономия на отоплении дома за счет высоких теплосберегающих характеристик ограждающих конструкций;
- увеличение на 15-20 % полезной площади помещений за счет небольшой толщины стен;
- ускоренный монтаж коробки дома (1-2 недели), а также отсутствие необходимости в устройстве дорогого фундамента (достаточно, например, винтового фундамента, устанавливаемого за 1 день) и использовании тяжелой грузоподъемной техники позволяют значительно снизить расходы на строительство;
- возможность круглогодичной стройки, так как дома с СИП не дают усадки;
- простая технология сборки;
- легкость и прочность конструкции.

Недостатки
- небольшая тепловая инерция ограждающих конструкций (свойственно любым каркасным домам);
- высокая цена СИП-панелей (компенсируется экономией расходов на фундамент и уменьшение сроков строительства);
- необходимо устройство эффективной приточно-вытяжной вентиляции ограждающих конструкций (свойственно любым каркасным домам).
- Низкая несущая способность стен, при необходимости использования стены, как дополнительной опоры для крепления внутренних конструкций;

Также к недостаткам часто относят:
- высокая горючесть ограждающих конструкций (как и у любых деревянных строений);
- выделения при горении вредных веществ — при плавлении пенополистирола выделяется стирол со специфическим сладковатым запахом. При концентрации его в воздухе более 600 ppm (1 ppm= 4,26 мг/м3) он опасен для человека. Но запах стирола становится непереносимым уже при концентрации свыше 200 ppm, и это недвусмысленный сигнал к срочной эвакуации;
- сильнее поддается порче грызунами относительно домов из камня, кирпича и бетона[5].